# Carretera Federal 70
La Carretera Federal 70 es una carretera mexicana que recorre los estados de Jalisco, Zacatecas, Aguascalientes, San Luis Potosí, Veracruz y Tamaulipas; tiene una longitud total de 746 km.
La carretera se divide en cuatro secciones discontinuos. La primera sección recorre el estado de Jalisco, desde El Arenal hasta Mascota y tiene una longitud de 171 km.
La segunda sección recorre los estados de Zacatecas, Aguascalientes y Jalisco, desde la ciudad de Jalpa hasta Ojuelos, y tiene una longitud de 170 km.
La tercera sección recorre los estados de San Luis Potosí, Veracruz y Tamaulipas, desde la ciudad de San Luis Potosí hasta Tampico, tiene una longitud de 405 km.
La cuarta sección recorre el estado de Tamaulipas, desde la Ciudad Victoria hasta Soto la Marina, y tiene una longitud de 111 km.
Las carreteras federales de México se designan con números impares para rutas norte-sur y con números pares para las rutas este-oeste. Las designaciones numéricas ascienden hacia el sur de México para las rutas norte-sur y ascienden hacia el Este para las rutas este-oeste. Por lo tanto, la carretera federal 70, debido a su trayectoria de este-oeste, tiene la designación de número par, y por estar ubicada en el Norte de México le corresponde la designación N° 70.

## Trayectoria

### Jalisco
Longitud = 171 km
- Mascota
- Atenguillo
- Mixtlán
- Ameca
- Los Pocitos
- La Vega
- Tala
- El Arenal – Carretera Federal 15

### Zacatecas
Longitud = 25 km
- Jalpa – Carretera Federal 54
- Santa Juana
- San Vicente
- El Rodeo
- Alto del Zapote
- La Higuera

### Aguascalientes
Longitud = 90 km
- Crucero Las Pilas
- Calvillo
- Ojocaliente
- El Cuervero
- Aguascalientes - Carretera Federal 45 y Carretera Federal 71

### Jalisco
Longitud = 55 km
- Tacubaya
- Matancillas
- Ojuelos - Carretera Federal 80

### San Luis Potosí
Longitud = 344 km
- San Luis Potosí - Carretera Federal 57 y Carretera Federal 57D
- Río Verde - Carretera Federal 69 y Carretera Federal 70D
- Rayón - Carretera Federal 70D
- La Pitahaya - Carretera Federal 70D
- Ciudad Valles - Carretera Federal 85
- Tamuín
- Ébano

### Veracruz
Longitud = 51 km
- Canoas - Carretera Federal 127
- Tamos
- Moralillo

### Tamaulipas
Longitud = 10 km
- Tampico - Carretera Federal 80 y Carretera Federal 70D